# Jowinian (imię)
Jowinian – imię męskie pochodzenia łacińskiego, oznaczające "należący do Jowisza". Patronem tego imienia jest św. Jowinian lektor, zm. w Auxerre ok. 260 roku. 
Jowinian imieniny obchodzi 5 maja. 
Znane osoby noszące to imię: 
- Jowinian